# Virginie (film)
Pour l’article homonyme, voir Virginie.
Pour plus de détails, voir Fiche technique et Distribution.
Virginie est un film français réalisé par Jean Boyer et sorti en 1962.

## Fiche technique
- Titre : Virginie
- Réalisation : Jean Boyer
- Scénario : Jean Boyer et Michel André
- Photographie : Christian Matras
- Photographe de plateau : Léo Mirkine
- Pays de production :  France
- Genre : Comédie
- Format :  Noir et blanc - 1,37:1 - 35 mm - Son mono
- Date de sortie : 
  - France - 17 octobre 1962
- Visa d'exploitation : 26504

## Distribution
- Roger Pierre : Pierre
- Jean-Marc Thibault : Olivier
- Michèle Girardon : Betty
- Mireille Darc : Brigitte